# Tuulikki Pyykkönen
Sisko Tuulikki Pyykkönen, później Kemppainen i Tolonen (ur. 25 listopada 1963 w Puolance) – fińska biegaczka narciarska, brązowa medalistka mistrzostw świata.

## Kariera
Jej olimpijskim debiutem były igrzyska w Calgary w 1988 roku. W swoim najlepszym starcie, w biegu na 5 km techniką klasyczną zajęła tam 12. miejsce. Cztery lata później, podczas igrzysk w Albertville na tym samym dystansie zajęła 29. miejsce. Na igrzyskach olimpijskich w Lillehammer w 1994 roku wystartowała tylko w biegu na 5 km stylem klasycznym, tym razem zajmując 18. miejsce. Startowała także na igrzyskach olimpijskich w Nagano w 1998 roku, gdzie zajęła między innymi 12. miejsce w biegu na 15 km techniką klasyczną oraz siódme miejsce w sztafecie 4 × 5 km.
W 1987 roku wystartowała na mistrzostwach świata w Oberstdorfie zajmując 12. miejsce w biegu na 5 km stylem klasycznym. Dwa lata później, na mistrzostwach świata w Lahti osiągnęła swoje najlepsze indywidualne wyniki. W biegu na 10 km zajęła 7. miejsce, a w biegu na 15 km techniką klasyczną była szósta. Wraz z koleżankami z reprezentacji zajęła czwarte miejsce w sztafecie podczas mistrzostw świata w Val di Fiemme oraz 12. miejsce w biegu na 5 km stylem klasycznym. Także na mistrzostwach świata w Falun w 1993 roku Finki z Pyykkönen w składzie zajęły czwarte miejsce w sztafecie. W swoim najlepszym starcie na mistrzostwach w Thunder Bay w biegu na 15 km techniką klasyczną zajęła 11. miejsce. Swój największy sukces osiągnęła podczas mistrzostw świata w Trondheim wspólnie z Riikką Sirviö, Kati Pulkkinen i Satu Salonen zdobywając brązowy medal w sztafecie 4 × 5 km. Na tych samych mistrzostwach zajęła 19. miejsce w biegu na 5 km stylem klasycznym.
Podczas mistrzostw świata juniorów w Murau w 1982 roku zdobyła srebrny medal w sztafecie, a w biegu na 5 km była jedenasta.
Najlepsze wyniki w Pucharze Świata osiągnęła w sezonie 1989/1990, kiedy to zajęła 10. miejsce w klasyfikacji generalnej. Tylko raz stanęła na podium zawodów Pucharu Świata zajmując drugie miejsce. W 1998 roku zakończyła karierę.

## Osiągnięcia

### Igrzyska olimpijskie
| Miejsce | Dzień     | Rok  | Miejscowość | Konkurencja             | Czas biegu | Strata  | Zwyciężczyni      |
| ------- | --------- | ---- | ----------- | ----------------------- | ---------- | ------- | ----------------- |
| 29.     | 14 lutego | 1988 | Calgary     | 10 km stylem klasycznym | 30:08,3    | +2:29,4 | Vida Vencienė     |
| 12.     | 17 lutego | 1988 | Calgary     | 5 km stylem klasycznym  | 15:04,0    | +34,1   | Marjo Matikainen  |
| 29.     | 13 lutego | 1992 | Albertville | 5 km stylem klasycznym  | 14:13,8    | +1:17,3 | Marjut Lukkarinen |
| 32.     | 15 lutego | 1992 | Albertville | 5+10 km pościgowy       | 40:07,7    | +4:08,8 | Lubow Jegorowa    |
| 18.     | 15 lutego | 1994 | Lillehammer | 5 km stylem klasycznym  | 14:08,8    | +1:04,8 | Lubow Jegorowa    |
| 12.     | 8 lutego  | 1998 | Nagano      | 15 km stylem klasycznym | 46:55,4    | +2:18,1 | Manuela Di Centa  |
| 17.     | 10 lutego | 1998 | Nagano      | 5 km stylem klasycznym  | 17:37,9    | +1:04,9 | Larisa Łazutina   |
| 7.      | 16 lutego | 1998 | Nagano      | Sztafeta 4 × 5 km       | 55:13,5    | +2:20,8 | Rosja             |

### Mistrzostwa świata
| Miejsce | Dzień     | Rok  | Miejscowość   | Konkurencja             | Czas biegu | Strata  | Zwyciężczyni            |
| ------- | --------- | ---- | ------------- | ----------------------- | ---------- | ------- | ----------------------- |
| 12.     | 16 lutego | 1987 | Oberstdorf    | 5 km stylem klasycznym  | 14:45,7    | ?       | Marjo Matikainen        |
| 7.      | 17 lutego | 1989 | Lahti         | 10 km stylem klasycznym | 29:19,0    | +1:14,8 | Marja-Liisa Kirvesniemi |
| 6.      | 21 lutego | 1989 | Lahti         | 15 km stylem klasycznym | 47:46,6    | +1:44,4 | Marjo Matikainen        |
| 12.     | 12 lutego | 1991 | Val di Fiemme | 5 km stylem klasycznym  | 14:04,2    | ?       | Trude Dybendahl         |
| 4.      | 14 lutego | 1991 | Val di Fiemme | Sztafeta 4 × 5 km       | 55:36,6    | +1:17,1 | ZSRR                    |
| 13.     | 19 lutego | 1993 | Falun         | 15 km stylem klasycznym | 44:49,0    | +2:36,1 | Jelena Välbe            |
| 13.     | 21 lutego | 1993 | Falun         | 5 km stylem klasycznym  | 14:07,6    | +26,2   | Larisa Łazutina         |
| 4.      | 25 lutego | 1993 | Falun         | Sztafeta 4 × 5 km       | 54:15,7    | +1:14,3 | Rosja                   |
| 11.     | 10 marca  | 1995 | Thunder Bay   | 15 km stylem klasycznym | 41:27,5    | +2:57,2 | Larisa Łazutina         |
| 34.     | 12 marca  | 1995 | Thunder Bay   | 5 km stylem klasycznym  | 15:23,7    | +1:43,5 | Larisa Łazutina         |
| 6.      | 16 marca  | 1995 | Thunder Bay   | Sztafeta 4 × 5 km       | 53:47,6    | +3:32,1 | Rosja                   |
| 19.     | 23 lutego | 1997 | Trondheim     | 5 km stylem klasycznym  | 13:32,7    | +35,5   | Jelena Välbe            |
| 3.      | 27 lutego | 1997 | Trondheim     | Sztafeta 4 × 5 km       | 56:40,2    | +58,2   | Rosja                   |

### Mistrzostwa świata juniorów
| Miejsce | Dzień   | Rok  | Miejscowość | Konkurencja            | Wynik   | Strata | Zwyciężczyni   |
| ------- | ------- | ---- | ----------- | ---------------------- | ------- | ------ | -------------- |
| 11.     | ? marca | 1982 | Murau       | 5 km stylem klasycznym | 14:07,4 | +39,2  | Hanne Krogstad |
| 2.      | ? marca | 1982 | Murau       | Sztafeta 3 × 5 km      | 46:25,3 | +8,9   | Norwegia       |

### Puchar Świata

#### Miejsca w klasyfikacji generalnej
- sezon 1986/1987: 46.
- sezon 1987/1988: 41.
- sezon 1988/1989: 24.
- sezon 1989/1990: 10.
- sezon 1990/1991: 33.
- sezon 1991/1992: 35.
- sezon 1992/1993: 22.
- sezon 1993/1994: 25.
- sezon 1994/1995: 19.
- sezon 1995/1996: 21.
- sezon 1996/1997: 28.
- sezon 1997/1998: 34.

#### Miejsca na podium
| Nr | Dzień     | Rok  | Miejscowość    | Konkurencja          | Czas biegu | Strata | Miejsce | Zwycięzca        |
| -- | --------- | ---- | -------------- | -------------------- | ---------- | ------ | ------- | ---------------- |
| 1. | 9 grudnia | 1989 | Salt Lake City | 5 km stylem dowolnym | ?          | ?      | 2       | Jaana Savolainen |